# Echinomuricea spinifera
Echinomuricea spinifera är en korallart som beskrevs av Nutting 1910. Echinomuricea spinifera ingår i släktet Echinomuricea och familjen Plexauridae. Inga underarter finns listade i Catalogue of Life.